# Agia Fotiá (Creta)
Agia Fotiá (en griego, Αγία Φωτιά) es un pueblo de Grecia ubicado en la isla de Creta. Pertenece a la unidad periférica de Lasithi, y al municipio y a la comunidad local de Sitía. En el año 2011 contaba con una población de 267 habitantes.

## Yacimiento arqueológico

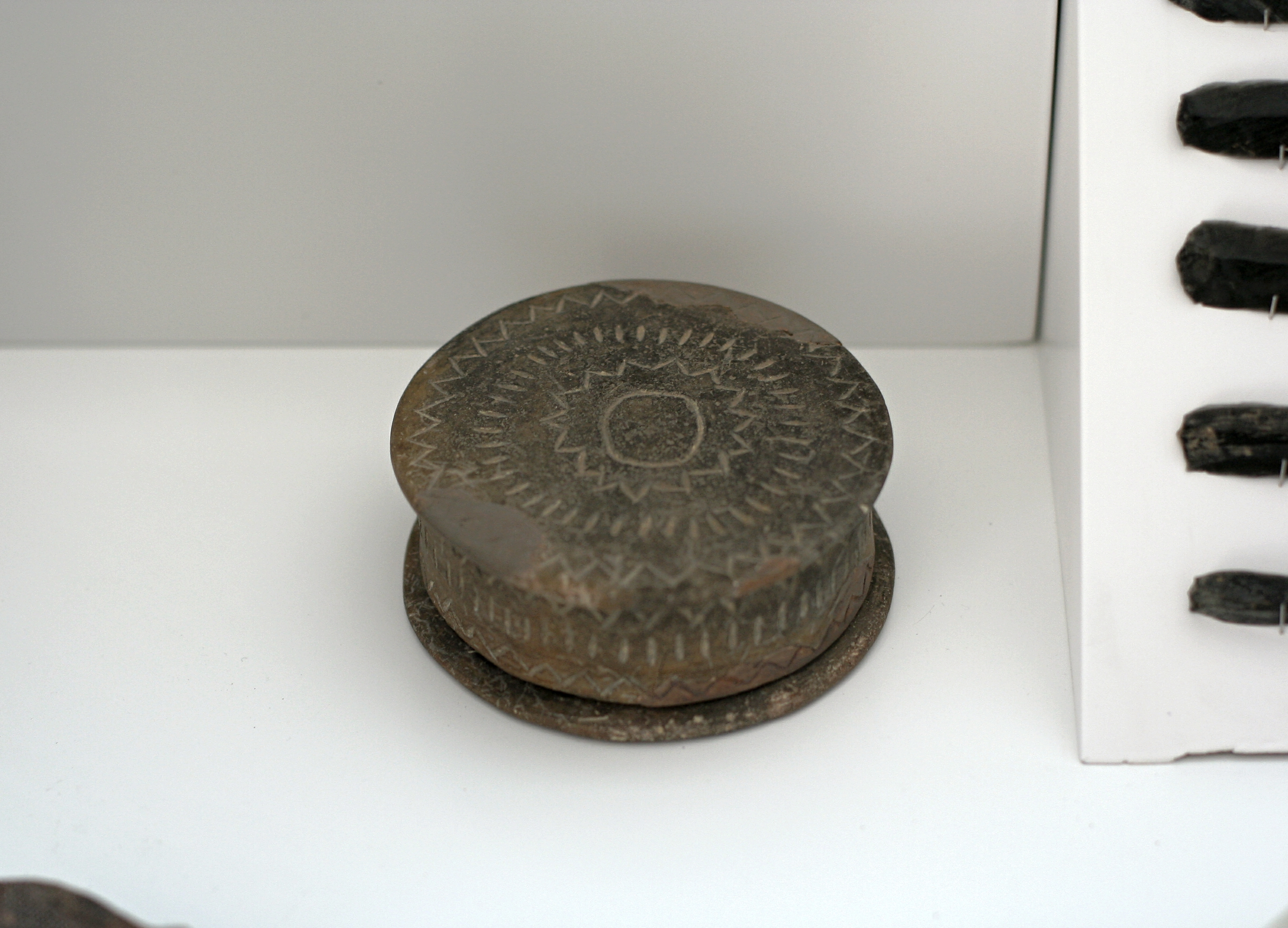
Recipiente con decoración cicládica hallado en la necrópolis de Agia Fotiá, Museo Arqueológico de Agios Nikolaos.

Cerca de este pueblo hay un yacimiento arqueológico donde se encontró un edificio minoico de unos 500 m², un patio central y 37 habitaciones, rodeado de un muro de fortificación. Las habitaciones estaban organizadas de tal forma que había una serie de grupos de habitaciones que estaban comunicadas con el patio central pero no se comunicaban entre sí. El edificio tenía una situación estratégica, a orillas del mar, y en la única área de tierra llana existente entre Sitía y Palekastro. Las excavaciones permiten deducir que dos de las actividades que se realizaban allí eran el procesamiento de cereales y la fabricación de hojas de obsidiana, pero se ha sugerido que la función del edificio podría ser un puesto de vigía, al igual que el de otro edificio hallado en el yacimiento arqueológico de Jamezi. Además de múltiples hojas de obsidiana, se han encontrado en su interior numerosas herramientas de piedra, además de algunos recipientes. Se estima que fue construido en el periodo minoico medio IA y que fue abandonado en el mismo periodo. 
Por otra parte, se han hallado unas estructuras circulares que parecen haber sido construidas en el minoico medio II. Se desconoce el uso de estas estructuras circulares, ya que no hay elementos que permitan identificarlas como tumbas.
A unos 150 metros de distancia del edificio se ha excavado un gran cementerio con 252 tumbas que estuvo en uso entre los periodos minoico antiguo I y minoico antiguo II. Se trata del mayor cementerio minoico hallado y en las tumbas —algunas de pozo y otras de cámara— se han hallado unos 1800 recipientes de cerámica —una parte de ellos de procedencia cicládica— y unos pocos de piedra, además de hojas de obsidiana, algunos objetos de bronce —cuchillos, una espada, una punta de lanza, anzuelos, azuelas, brazaletes— y dos colgantes con forma de animal. 
Las excavaciones fueron realizadas entre 1984 y 1985, aunque el lugar era ya conocido en 1959 por Nikolaos Platon.